# Ceres Futebol Clube
Pour les articles homonymes, voir Ceres.
Le Ceres Futebol Clube est un club brésilien de football basé à Rio de Janeiro dans l'État de Rio de Janeiro.

## Palmarès
- Championnat de Rio de Janeiro de football (troisième division) : 1990
- Championnat de Rio de Janeiro de football (quatrième division): 2019